# Episodi di Rookie Blue (prima stagione)
La prima stagione della serie televisiva Rookie Blue, composta da 13 episodi, è stata trasmessa in prima visione in contemporanea in Canada e negli Stati Uniti, rispettivamente sui canali Global TV ed ABC, dal 24 giugno al 9 settembre 2010.
In Italia la stagione è stata trasmessa in prima visione dal canale pay Steel, della piattaforma Mediaset Premium, dal 18 settembre al 4 dicembre 2010; in chiaro è stata invece trasmessa da Italia 1 da 28 maggio al 9 luglio 2012.
| nº | Titolo originale       | Titolo italiano         | Prima TV originale | Prima TV Italia   |
| -- | ---------------------- | ----------------------- | ------------------ | ----------------- |
| 1  | Fresh Paint            | Vernice fresca          | 24 giugno 2010     | 18 settembre 2010 |
| 2  | Mercury Retrograde     | Mercurio in opposizione | 1º luglio 2010     | 18 settembre 2010 |
| 3  | Fite Nite              | Notte di fuoco          | 8 luglio 2010      | 25 settembre 2010 |
| 4  | Signals Crossed        | Segnali incrociati      | 15 luglio 2010     | 2 ottobre 2010    |
| 5  | Broad Daylight         | In pieno giorno         | 22 luglio 2010     | 9 ottobre 2010    |
| 6  | Bullet Proof           | A prova di pallottola   | 29 luglio 2010     | 16 ottobre 2010   |
| 7  | Hot and Bothered       | Caldo da pazzi          | 5 agosto 2010      | 23 ottobre 2010   |
| 8  | Honor Role             | Lista dei migliori      | 12 agosto 2010     | 30 ottobre 2010   |
| 9  | Girlfriend of the Year | La ragazza dell'anno    | 19 agosto 2010     | 6 novembre 2010   |
| 10 | Big Nickel             | Il Big Nickel           | 26 agosto 2010     | 13 novembre 2010  |
| 11 | To Serve or Protect    | Servire o proteggere    | 2 settembre 2010   | 20 novembre 2010  |
| 12 | In Blue                | In blu                  | 9 settembre 2010   | 27 novembre 2010  |
| 13 | Takedown               | Colpo grosso            | 9 settembre 2010   | 4 dicembre 2010   |

## Vernice fresca
- Titolo originale: Fresh Paint
- Diretto da: David Wellington
- Scritto da: Tassie Cameron

### Trama
Un gruppo di novelli agenti di polizia inizia il primo giorno di servizio. Purtroppo, la prima chiamata è quella di una lite domestica, che si rivelerà essere un omicidio. Nel tentativo di catturare un sospettato, Andy McNally arresta un poliziotto sotto copertura, rovinando otto mesi di lavoro. Tuttavia è in grado di redimersi affrontando faccia a faccia il vero criminale.

## Mercurio in opposizione
- Titolo originale: Mercury Retrograde
- Diretto da: Charles Binamé
- Scritto da: Morwyn Brebner

### Trama
Gli agenti sono tutti occupati nelle ricerche di un evaso, mentre Andy impara sulla sua pelle quali siano i pericoli di una missione sotto copertura quando in compagnia del suo agente istruttore, il detective Sam Swarek, si mettono alla ricerca di un'informatrice scomparsa il cui ruolo è stato scoperto. Una scena alla fine dell'episodio rivela una attrazione tra i due. L'evaso verrà poi fermato dalla matricola Dov Epstein, ma il successo dell'arresto sarà invece dato a Gail Peck, abile nell'ammanettare il fuggitivo prima del collega.

## Notte di fuoco
- Titolo originale: Fite Nite
- Diretto da: David Wellington
- Scritto da: Esta Spalding

### Trama
Le reclute sono tutte impegnate in un'operazione sotto copertura. Sebbene l'operazione sia un successo Nash non esegue gli ordini e cattura un sospetto in fuga. Nash, che ha deciso di partecipare alla "Fite Night" (un evento annuale di boxe), è sotto pressione per dover tenere viva la tradizione del 15º distretto, sempre vincente negli ultimi incontri. Nel frattempo, gli agenti McNally e Peck cercano di aiutare una donna picchiata dal marito. Nonostante i loro sforzi e i loro tentativi la donna decide di tornare dal marito. Nash alla fine riesce a vincere l'incontro di boxe.

## Segnali incrociati
- Titolo originale: Signals Crossed
- Diretto da: Paul Fox
- Scritto da: Sherry White

### Trama
Gli agenti McNally, Peck e Diaz svolgono una missione travestiti da prostitute. Nash è mandata in coppia con Callaghan sul caso dell'omicidio di uno sconosciuto ("John Doe"). McNally non è in grado di eseguire gli ordini e si sente frustrata, così come Epstein che blocca i canali durante una chiamata d'emergenza. Per questo entrambi tentano di sgominare un traffico d'armi per riscattarsi. Nonostante il loro tentativo sia un successo, mettono a repentaglio la vita di una civile durante l'azione. Nel frattempo Diaz riesce a capire l'identità dello sconosciuto ("John Doe").

## In pieno giorno
- Titolo originale: Broad Daylight
- Diretto da: Alex Chapple
- Scritto da: Semi Chellas

### Trama
Dopo esser stati chiamati in un'abitazione per un'effrazione, McNally e Nash sono impegnate nell'assistere la madre fino all'arrivo del marito. Nonostante ciò Nash è obbligata ad andarsene per recuperare suo figlio all'asilo e lascia McNally da sola. Senza che McNally se ne possa accorgere, uno dei ladri, non ancora fuggito, si nasconde nel seminterrato. Il susseguente tentativo del ladro di scappare viene bloccato, quindi l'intruso estrae la pistola prendendo in ostaggio i presenti. Nonostante McNally si sia dimenticata di caricare la sua arma, riesce a far desistere il ladro. Diaz ed Epstein sono in incognito ad un matrimonio per fermare un gruppo di rapinatori dei quartieri alti.

## A prova di pallottola
- Titolo originale: Bullet Proof
- Diretto da: Charles Binamé
- Scritto da: Ellen Vanstone

### Trama
Nash e Williams sventano un furto d'auto e il sospettato viene poi collegato ad un caso di omicidio su cui Callaghan stava investigando. L'accusa di omicidio però non era stata avanzata in quanto il proiettile non era stato ritrovato. Callaghan chiede l'aiuto di McNally per ascoltare un testimone colpito alla testa dal proiettile dopo che questo aveva ucciso la vittima del furto. Il testimone cerca di scappare ma McNally riesce a trovarlo prima che venga ucciso così che non possa testimoniare. Nonostante McNally riesca a trovare il testimone questo muore durante l'operazione per rimuovere il proiettile. Peck e Diaz, dopo aver arrestato un vecchio insegnante che aveva investito di proposito un ex allievo, si baciano.

## Caldo da pazzi
- Titolo originale: Hot and Bothered
- Diretto da: David Wellington
- Scritto da: Russ Cochrane

### Trama
Il caldo estivo sembra stia portando la gente a tenere comportamenti spericolati. A complicare le cose ci si mette anche un black out della rete elettrica in città. McNally e Swarek arrestano un minorenne per aver rubato un furgone dei gelati. Swareck pensa che il furto sia un atto di ribellione; McNally, che invece la pensa diversamente, viene mandata con Shaw a cercare i mandanti. Poco dopo però vengono mandati in un'abitazione dove la madre denuncia la scomparsa della figlia. L'istinto di McNally la porta a pensare che le due ragazze siano state rapite al parco da dove il minorenne che hanno in custodia sia riuscito a scappare. Il suo istinto è corretto e McNally e Shaw seguono le tracce della ragazza scomparsa fino ad un centro di ricreazione abbandonato. Shaw viene colpito dal malvivente e lascia McNally da sola. Dopo aver trovato la ragazza, McNally si trova di fronte al malvivente che è costretta ad uccidere per autodifesa. Sotto shock per l'accaduto va a trovare Swarek, finendo per andare quasi a letto con lui. Epestein e Peck sono obbligati a far partorire una donna con le doglie. Le complicazioni aumentano quando i due agenti scoprono che la donna soffre di agorafobia e non vuole lasciare l'abitazione.

## Lista dei migliori
- Titolo originale: Honor Role
- Diretto da: Erik Canuel
- Scritto da: Adam Pettle

### Trama
Mentre gli agenti anziani partecipano al riaddestramento delle reclute, vengono mandati in diversi istituti scolastici per sensibilizzare i giovani. Epstein e Nash vengono messi in coppia e si ritrovano presto a investigare su un gruppo di ragazze che stanno assumendo anfetamine. McNally e Diaz vengono mandati in pattuglia insieme dopo esser stati avvisati di essere sulla cattiva strada. Durante i loro pattugliamenti trovano un uomo che è stato aggredito. Ulteriori indagini rivelano che l'aggressore è un detective. McNally e Diaz sono obbligati a fare rapporto nonostante il disaccordo di Peck e di suo fratello Steven. Il detective sotto accusa è il partner di Steven. Andy deve fare i conti con le conseguenze delle sue azioni passate.

## La ragazza dell'anno
- Titolo originale: Girlfriend of the Year
- Diretto da: David Wellington
- Scritto da: Tassie Cameron

### Trama
Il 15º distretto dirotta le sue indagini su una ragazza e sul suo rapitore. Shaw, che si è rimesso dalle sue ferite, guida Peck, Diaz ed Epstein nelle indagini; con Nash a casa di sua mamma. Epstein riesce ad entrare nell'account del rapitore, che è connesso alla madre ,è un pedofilo. Swarek è convinto che la madre stia nascondendo qualcosa e manda McNally ad interrogarla. Durante l'interrogatorio la madre rivela a McNally che era drogata al momento del rapimento della figlia. Nonostante ciò indica un luogo dove è possibile che la figlia sia imprigionata. L'informazione è corretta e gli agenti riescono a salvare la ragazza. Luke scopre la relazione tra McNally e Swarek.

## Il Big Nickel
- Titolo originale: Big Nickel
- Diretto da: Steve DiMarco
- Scritto da: Adam Pettle e Morwyn Brebner

### Trama
Tutte le reclute, tranne McNally, non superano l'esame di tiro con la loro arma. A Peck ed Epstein viene ordinato di aiutare un uomo affetto da amnesia, mentre Nash e Diaz aiutano il Detective Barber a rimettere insieme tutti gli appunti persi per un imminente processo. McNally e Swarek sono assegnati al trasporto di un prigioniero. Nonostante pensino che la situazione sia inopportuna, i due dopo aver parlato si riconciliano. Il carcerato riesce a fuggire dalla custodia degli agenti, che si ritrovano in una frenetica caccia al prigioniero prima che arrivi la sera.

## Servire o proteggere
- Titolo originale: To Serve or Protect
- Diretto da: T.W. Peacocke
- Scritto da: Russ Cochrane

### Trama
McNally e Swarek aiutano ad indagare sull'omicidio di un sospetto assassino stupratore. Trovano però delle prove che indicano come colpevole il padre di McNally, quindi gli agenti si mettono alla ricerca di prove che evidenzino la sua innocenza. Il padre di McNally viene scagionato quando la moglie del morto confessa la sua colpevolezza per l'omicidio. Nel frattempo un vigilante riesce ad avere informazioni sulla polizia tramite la macchina di pattuglia di Peck ed Epstein. Dopo esser stato catturato rivela importanti informazioni che aiutano ad eliminare un grande giro di droga. Peck confida a Nash la pressione che si sente addosso per le aspettative che hanno su di lei.

## In blu
- Titolo originale: In Blue
- Diretto da: John Fawcett
- Scritto da: Noelle Carbone e Esta Spalding

### Trama
Durante la sua valutazione, McNally confida a Best le sue paure di rovinare la sua vita a causa del lavoro. È evidente nel suo ultimo turno, quando McNally ha informato una madre della morte di sua figlia. Lo shock causato dalla notizia e l'aver capito di aver avuto un ruolo importante nella sua morte portano la madre a tentare il suicidio, sventato con l'intervento di Williams. Il dolore provato da McNally è causato dal fatto che McNally si rispecchia in un caso seguito dal padre. Best consiglia a McNally di sotterrare tutti gli scheletri riguardanti il padre e di iniziare una nuova vita. Tutte le reclute passano la valutazione e diventano dei veri e propri agenti.

## Colpo grosso
- Titolo originale: Takedown
- Diretto da: David Wellington
- Scritto da: Ellen Vanstone, Adam Barken e Tassie Cameron

### Trama
McNally e Diaz compiono un arresto avventato che compromette una più grande indagine su un giro di eroina; Swarek si infiltra sotto copertura travestendosi da acquirente e McNally si finge la sua ragazza, per cercare di salvare l'operazione. Peck e Diaz, parte della squadra di sorveglianza, cercano un magazzino abbandonato. Quando si allontanano Diaz viene accoltellato; mentre Peck si assicura delle sue condizioni la porta si chiude e si ritrovano bloccati in una stanza. Cercando di trovare una via di fuga attraverso il sistema di aerazione, Peck riesce a notare che l'eroina viene preparata per lo scambio. Swarek e McNally cercano di effettuare lo scambio ma il venditore ha un altro piano, così Swarek viene obbligato ad andarsene per concludere lo scambio in un luogo sconosciuto. Quando a McNally viene detto che allo scambio sarà presente il capo dei trafficanti intuisce che il travestimento di Swarek sarebbe saltato e lo richiama, facendo saltare la sua copertura. Nash ed Epstein si accorgono che Peck e Diaz non sono riusciti a fermarsi nella loro posizione, portandoli a pensare che l'eroina si trovi nel magazzino. Le squadre di intervento speciale entrano nel magazzino riuscendo a salvare Swarek, Diaz e Peck, interrompendo anche il giro di droga.
- Guest Star : Tim Rozon (Gabe)